# Atlantic Starr
Atlantic Starr era uma banda estadunidense de R&B, formada na cidade de White Plains, em 1976. A banda alcançou a fama na década de 1980, entre seus sucessos estão "Secrets Lovers" e "Always". Fez uma afiliação com a cantora Mariah Carey entre 1997 e 1999.

## História
O grupo foi iniciado em 1976, em Greenburgh, New York, pelo trompetista Duke Jones (que deixou a banda antes de suas primeiras gravações), juntamente com o baterista Porter Carroll Jr., baixista Clifford Archer, percussionista e flautista Joseph Phillips, guitarrista Sheldon Tucker (se separaram da banda antes das primeiras gravações) e três irmãos: David Lewis (vocal / guitarra), Wayne Lewis (teclados e vocais), e Jonathan Lewis (percussão e trombone). Os membros da banda finalmente se estabilizaram em torno de Carroll, Archer, Phillips, os três irmãos Lewis, vocalista Sharon Bryant (que mais tarde foi substituído por Barbara Weathers), o trompetista William Sudderth, e o saxofonista Damon Rentie (que mais tarde foi substituído pelo Corão Daniels). Depois de já ter concordado em manter a parte Starr de uma ideia no início de um novo nome da banda, os membros decidiram adicionar a palavra Atlântico, por causa de suas raízes da Costa Leste. A banda de nove membros agora estava funcionária da A&M.
Ao longo dos anos 1970 e início dos anos 1980, Atlantic Starr teve vários hits nas paradas de R&B. No entanto, o sucesso significativo (para as paradas de sucesso) não veio até a metade dos anos 80, com o lançamento de seu single "Secret Lovers". Por esta altura, a banda tinha se transformado em um quinteto, composto pelos três irmãos Lewis, Phillips, e Weathers. Em 1987, a banda solidificou seu sucesso pop, marcando um hit com "Always", uma música lenta fora de seu álbum Tudo em nome do amor. Após esse sucesso, Weathers partiu para uma carreira solo, e ele foi substituída por Portia Martin para o próximo álbum da banda. Embora o álbum não foi tenha sido tão bem sucedido quanto seus antecessores, ele produziu outro hit  com "Meu Primeiro Amor". A banda também teve um hit da Disco Music "Circles", que dava um tom dançante a banda e foi muito tocada nos anos 80.
A banda continuou a marcar presença no cenário pop no início dos anos 90. Em 1991, viu a introdução de mais um vocalista, quando Martin foi substituído por Rachel Oliver para o álbum, Crazy Love. Este álbum contou com o maior hit da banda dos anos 90, com "Masterpiece" alcançando grande sucesso no início de 1992. O grupo excursionou para o Japão em 1992 com mais uma vocalista, Crystal Blake.
Após o lançamento de Crazy Love, o relacionamento de Atlantic Starr com a Warner Bros Records foi dissolvido e, em 1994, a banda gravou um álbum para Arista: Time. Esse álbum foi um fracasso comercial. Time (que foi o último álbum de David Lewis com a banda) teve a presença de um quinto cantor, Aisha Tanner, substituindo Oliver. E quando o álbum Legacy, de 1999, foi distribuído pela gravadora pequena independente, Rua Sólidos, Atlantic Starr era um grupo que consistia de dois Lewis Brothers (Wayne e Jonathan), bem como Oliver e um novo homem cantor chamado DeWayne Woods. Embora Legacy tenha recebido pouca atenção, Atlantic Starr continua a existir hoje.

## Discografia
- 1978: Atlantic Starr
- 1979: Straight to the Point
- 1980: Radiant
- 1982: Brilliance
- 1983: Yours Forever
- 1985: As the Band Turns
- 1986: Secret Lovers...The Best of Atlantic Starr
- 1987: All in the Name of Love
- 1988: We're Movin' Up
- 1991: Love Crazy
- 1994: Time
- 1999: Legacy
- 2001: 20th Century Masters - The Millennium Collection: The Best of Atlantic Starr